# Карпов, Александр Михайлович (сенатор)
Александр Михайлович Карпов (род. 7 февраля 1966, Москва) — российский предприниматель и политик, член Совета Федерации (2001—2005).

## Биография
С 1983 года работал слесарем на автозаводе имени Лихачёва (ЗиЛ), в 1986—1988 годах проходил срочную службу во внутренних войсках, затем работал в Управлении делами Центрального комитета ВЛКСМ. В 1993 году окончил экономический факультет Московской государственной академии печати, получил степень кандидата экономических наук и был назначен заместителем директора по финансам АОЗТ «Денон». Впоследствии занимал должности коммерческого директора АОЗТ «Алего», финансового директора ТОО «Концерн Деларк», старшего менеджера московского представительства компании «Деблин Интернэшнл Лимитед». В 2000 году назначен первым заместителем генерального директора Первоуральского новотрубного завода (Свердловская область).
21 сентября 2001 года депутаты Амурского областного совета большинством 22 голоса против 11 поддержали кандидатуру А. М. Карпова, предложенную губернатором Коротковым на должность члена Совета Федерации.
В январе 2002 года вошёл в Комитет по природным ресурсам и охране окружающей среды, с февраля 2002 года — член Комиссии по делам молодёжи и спорту.
22 июня 2005 года новым представителем администрации Амурской области в Совете Федерации стал Игорь Алексеевич Рогачёв.